# Клицин лист
Клицини листови су слојеви ћелија који се образују за време гаструлације. 
Типичан ембрион на ступњу гаструле има три клицина листа:
- ектодерм;
- ендодерм и
- мезодерм.

У каснијем развићу, органогенези, од клициних листова настају органи ембриона и одрасле јединке:
- ектодерм даје ћелије епидермиса и нервног система;
- од ендодерма настаје највећи део епитела црева и органа који су са њим у вези као што су плућа, јетра, гуштерача и др.;
- мезодерм даје срце и крвне судове, бубреге, полне жлезде, везивно ткиво(кости, тетиве, крвне ћелије), мишиће.

Сва три клицина листа учествују у образовању ембрионалних омотача који нису део самог ембриона у ужем смислу, али омогућавају његово преживљавање.

### Видети такође:
- гаструлација
- органогенеза